# Målilla-Gårdveda hembygdsförening

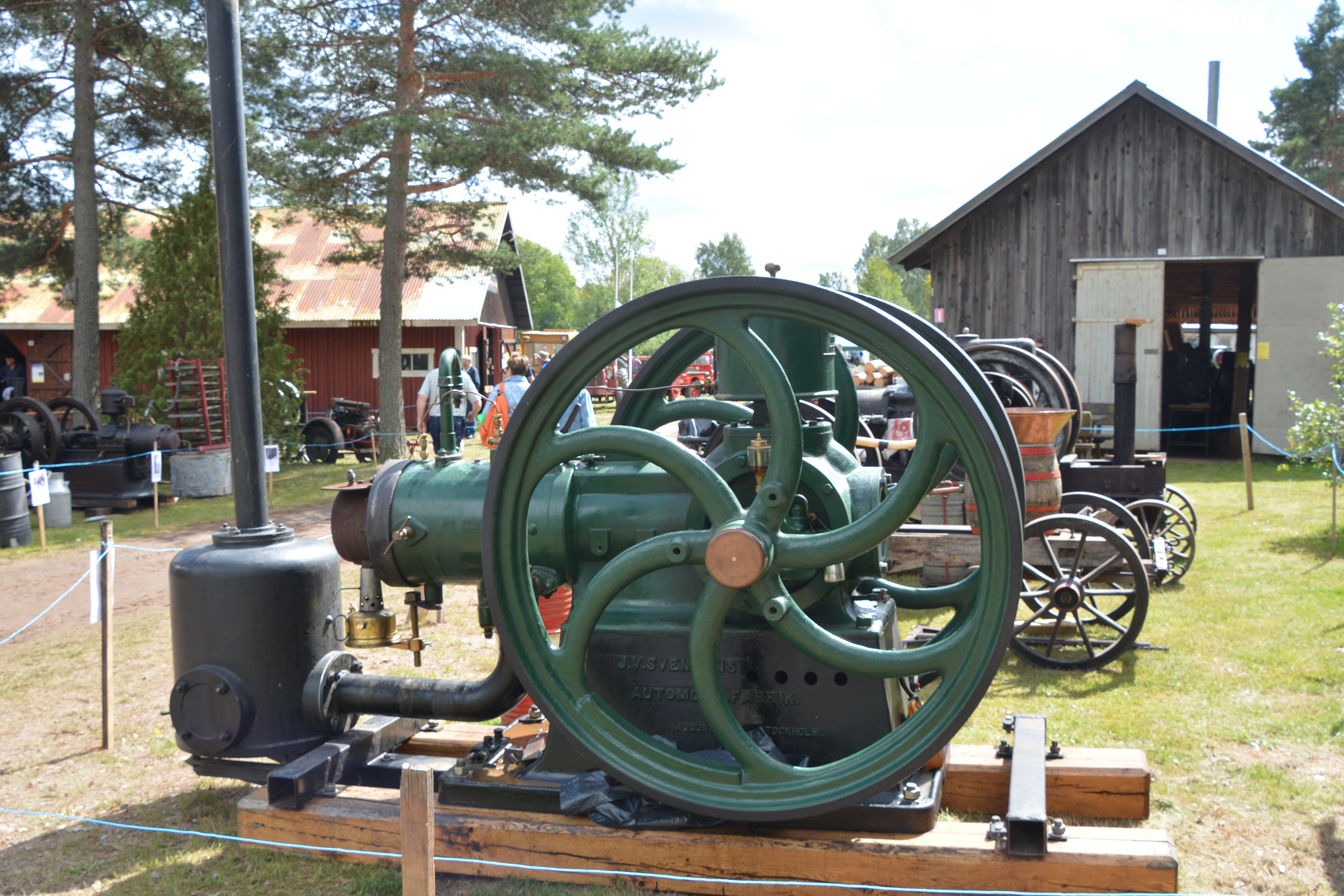
Målilla-Gårdveda hembygdsförening anordnar årligen Motorns dag i Målilla-Gårdveda hembygdspark

Målilla-Gårdveda hembygdsförening är en hembygdsförening i Målilla i Hultsfreds kommun.
Målilla-Gårdveda hembygdsförening bildades 1943. Mellan 1947 och 1950 uppfördes de första sju byggnaderna i Målilla-Gårdveda hembygdspark, bland annat Målilla Garveri, en ladugård, en bastu för linberedning och ett tvåvånings bostadshus och en stuga.
Målilla-Gårdveda hembygdsförening äger hembygdsparken, Hagelsrums masugn och Målilla mekaniska verkstad.
Masugnen finns i byn Hagelsrum fem kilometer nordost om Målilla.